# Movimiento neocarismático
El movimiento carismático o neopentecostalismo representa a las iglesias evangélicas que tienen un énfasis en los dones del Espíritu. La “tercera ola” (el apodo del movimiento) comenzó en Estados Unidos a principios de la década de 1980. Como resultado, se formaron muchas iglesias en todo el mundo. El bautismo del Espíritu Santo y los nueve dones del Espíritu Santo son elementos centrales de la corriente. Los principios del movimiento carismático son retomados por el movimiento neo-carismático con más amplitud y con algunos aspectos teológicos adicionales, como guerra espiritual, palabra de fe y estructural renovación.

## Historia
El movimiento neocarismático, apodado la "tercera ola", data de principios de la década de 1980. La mayoría de los actores actuales son estadounidenses. Peter Wagner, teórico del "Movimiento de Crecimiento de la Iglesia", misionero en Bolivia, trajo el principio de la guerra espiritual contra los demonios, en particular a través de su libro "Poder espiritual y crecimiento de la iglesia". John Wimber, el fundador de la Association of Vineyard Churches en 1982, propuso el principio de curación milagrosa como parte de la vida cristiana.

## Características
La movimiento retoma los principios del movimiento carismático evangélico, a saber, la importancia del bautismo del Espíritu Santo y el lugar de dones del Espíritu Santo.
Hay tres elementos distintivos principales que pueden ser excluidos o combinados, a través de posiciones radicales o moderadas:
1. Guerra espiritual. La lucha contra demonios ocupa un lugar importante en las enseñanzas y la oración.  exorcismos se organizan a veces para expulsar a los demonios territoriales o históricos (en un linaje ancestral).
2. La palabra de fe ("evangelización de poder"). Los elementos de la unción y la confesión positiva deben traer "señales y prodigios". Sanidad divina y  prosperidad son ejemplos.
3. Renovación estructural. Incluye varias teologías que son bastante heterogéneas pero todas ellas apuntan a renovar las estructuras de la iglesia, incluyendo el redespliegue y redefinición de ministerios ("Nueva reforma apostólica"). Otros insisten en el principio de manta espiritual ("Disciplina").

En algunas iglesias, se presta especial atención a las manifestaciones físicas, como caídas al suelo, gemidos y llantos, durante los servicios.

## Controversias
En 2013, el pastor  evangélico John F. MacArthur criticó al movimiento carismático por el apoyo mayoritario a la teología de la prosperidad, lo que provocó escándalos financieros y moral, su proximidad a la Nueva Era donde Dios se presenta como un siervo de las necesidades de los creyentes, falsas profecías y servicios desordenados. El Pentecostal Superintendente General de las Asambleas de Dios EE. UU., George O. Wood, admitió que había habido casos aislados de conducta y enseñanza erróneas en iglesias pentecostales y carismáticas, pero que el movimiento había hecho una gran contribución a la evangelización en el mundo.
Los pastores neocarismáticos que se adhieren a la teología de la prosperidad han sido criticados por los periodistas por su estilo de vida bling-bling (ropa de lujo, casas grandes, autos de alta gama, avión privado, etc.)